# Владимир Николић
Владимир Николић (Сента, 13. јун 1857 — 1922) био је српски архитекта и један од најзначајнијих представника српске архитектуре крајем 19. и почетком 20. века. Његов рад обележио је архитектонски развој Војводине и Србије, посебно кроз изградњу црквених и јавних објеката у неоренесансном и неоромантичарском стилу.

## Биографија

### Рани живот и образовање
Рођен је 13. јун 1857. године у Сенти, у породици која је припадала српској интелигенцији Војводине. У родном месту је завршио основну школу, а школовање је наставио у Панчеву, где је стекао солидне основе општег образовања. Николић се потом школовао у Марибору, што му је омогућило да се упозна са аустријским архитектонским традицијама и стиловима.
Своје архитектонско образовање започео је на Високој техничкој школи у Минхену, где је провео зимски семестар 1879/1880. године. Након кратког боравка у Минхену, одлази у Беч, где се уписује на чувени Политехникум. На овој престижној установи је апсолвирао, али није одбранио дипломски рад, што ће касније утицати на његов професионални статус.
Свој стручни статус и право да се потписује као архитекта касније објашњава чињеницом да је карловачком Магистрату поднео „апсолутеријум" бечке Политехнике и повеље којом га је одликовала српска краљевска влада током деветогодишњег рада у Краљевини Србији. На основу ових докумената од Високе краљевске хрватско-славонско-далматинске земаљске владе добио је титулу грађевинара.

### Породичне везе
Владимир Николић је био рођак патријарха Георгија Бранковића, што му је омогућило блиске везе са српском православном црквом и приступ значајним архитектонским пројектима. Ове породичне везе играле су важну улогу у његовој каријери, посебно када је реч о пројектовању црквених и образовних објеката.

### Период у Србији (1883-1892)
Николић је провео девет година у Србији од 1883. до 1892. године, радећи као инжењер Министарства грађевина. Овај период је био изузетно важан за његов професионални развој и стицање искуства у пројектовању јавних објеката. Упркос томе што многи његови радови из овог периода нису сачувани или нису довољно документовани, познато је да је радио на изградњи лесковачке гимназије, која је нажалост срушена током бомбардовања у Другом светском рату.
О признању које је уживао као архитекта најбоље говори чињеница да је као врло млад, након шест година рада у Београду, примио краљевско одликовање. Краљ Милан Обреновић га је, као инжењера Министарства грађевина, 1. јануара 1889. године одликовао Таковским крстом петог реда. У контрактуалног инжењера четврте класе унапређен је указом који је потписао министар Петар Велимировић, у име краља Александра I, 1. маја 1891. године.

### Сеоба у Сремске Карловце
У априлу или мају 1892. године, Владимир Николић се из Београда сели у Сремске Карловце. У духовну престоницу пречанских Срба преселио се заједно с мајком Катарином и сестром Миланом. Овај потез означио је почетак најплоднијег периода његовог стваралаштва и утврђивање његове репутације као једног од водећих архитеката српског народа.

## Архитектонски стил и приступ
Владимир Николић је развио препознатљив архитектонски стил који је комбиновао елементе неоренесансе и неоромантизма са традиционалним српским и византијским мотивима. Његов приступ архитектури карактерисао је пажљив однос према историјским стиловима, али и иновативно укључивање локалних традиција и потреба.
У својим најзначајнијим делима, Николић је показао изузетну способност прилагођавања различитим функцијама објеката - од резиденцијалних палата до црквених и образовних установа. Његова архитектура одликује се хармоничним пропорцијама, богатом декорацијом и пажљивим односом према контексту у коме се објекти налазе.

## Архитектура
Са доласком у старо митрополитско седиште, започиње и најплоднији период стваралаштва Владимира Николића. Управо ту настали су његови најсложенији пројекти, као што су:

### Црквени и духовни објекти
- Патријаршијски двор у Сремским Карловцима (1892—1894) - Изградио га је у неоренесансном стилу, имајући у виду романичке и византијске симболе које је уклопио у ренесансне оквире[7]
- Владичански двор у Новом Саду (1900—1901) - Изградио га је по принципима ханзенатике оставши при томе у духу неоромантизма[8]
- Владичански двор у Будиму - Важан пример његовог рада ван граница данашње Србије
- Богословски семинар у Сремским Карловцима - Образовна установа за будуће свештенике[9]
- Свештенички конвикт у Сремским Карловцима (1904) - Стамбени објекат за свештенике
- породична капела на Чератском гробљу у Сремским Карловцима (1903) - Лични пројекат архитекте
- Капела у манастиру Беочин (1905) - Проширење манастирског комплекса[10]
- капела у Меленцима (1895) - Један од ранијих пројеката
- обнова Саборне цркве у Сремским Карловцима (1907) - Рестаурација историјског споменика

### Образовне установе
- Велика српска православна гимназија у Новом Саду (1899—1901) - Један од његових најамбициознијих пројеката
- Зграда Препарандије у Сомбору - Установа за образовање учитеља
- Основна школа у Сремским Карловцима (1913) - Његов последњи већи образовни пројекат
- Стефанеум (1903) - Студентски дом у Сремским Карловцима

### Јавни и културни објекти
- Грађевина Српског народног дома у Сремској Митровици (1893) - Културни центар српске заједнице
- позориште Дунђерског у Новом Саду - Важан културни објекат
- судска палата у Иригу (1912) - Административна зграда
- Народно-црквени фондови у Сремским Карловцима (1902) - Административни комплекс

### Резиденцијални објекти
- хотел „Гранд Пауновић" у Вуковару (1896) - Луксузни хотел
- Палата задужбине баронице Јовић у Бечеју - Приватна резиденција
- Палата Кронић у Сомбору - Градска палата богате породице
- неколико породичних кућа - Мањи резиденцијални пројекти

## Утицај и наслеђе
Владимир Николић је оставио дубок траг у српској архитектури крајем 19. и почетком 20. века. Његови објекти и данас представљају важне архитектонске споменике који сведоче о развоју српске културе и образовања у том периоду. Многи од његових објеката данас су под заштитом државе као споменици културе.
Његов рад је посебно значајан јер је успео да помири европске архитектонске трендове са српским националним идентитетом и потребама. Кроз своје пројекте, Николић је допринео формирању препознатљивог српског архитектонског стила који је комбиновао традиционалне елементе са савременим функционалним захтевима.
О овој фази Николићевог стваралаштва историчарка уметности Донка Станчић је записала: „Упркос тим штурим описима његовог рада, о примећености и уважавању, које је као архитекта уживао, најбоље говори податак да је као врло млад, након шест година рада у Београду, примио краљевско одликовање. Краљ Милан Обреновић га је, као инжењера Министарства грађевина, 1. јануара 1889. године одликовао Таковским крстом петог реда, а у контрактуалног инжењера четврте класе унапређен је указом који је потписао министар Петар Велимировић, у име краља Александра I, 1. маја 1891. Остају, међутим, и даље непознати његови други објекти подигнути у Србији, а како је зграда лесковачке гимназије срушена током бомбардовања у Другом светском рату, нестало је и ово једино засад познато Николићево архитектонско дело на тлу Краљевине Србије."

## Технички приступ и иновације
Николић је био познат по својој техничкој прецизности и иновативном приступу грађевинским изазовима. Користио је најсавременије материјале и технике свог времена, што је омогућило да његови објекти буду не само естетски привлачни већ и функционални и трајни. Многи од његових објеката су преживели више од века и још увек служе својој првобитној намени или су успешно адаптирани за нове функције.